# Le Quatrième Homme (film, 1952)
Pour les articles homonymes, voir Le Quatrième Homme.
Pour plus de détails, voir Fiche technique et Distribution.
Le Quatrième Homme (titre original : Kansas City Confidential) est un film américain réalisé par Phil Karlson, sorti en 1952.
Le scénario du braquage anonyme a inspiré Norman Jewison pour L'Affaire Thomas Crown.

## Synopsis
Quatre gangsters braquent un fourgon blindé transportant plus d'un million de dollars. Joe Rolfe, un chauffeur-livreur, qui a déjà eu des ennuis avec la justice est accusé d'être impliqué dans ce braquage et est interrogé avec brutalité par la police locale. Relâché faute de preuves, Rolfe remonte la piste des criminels jusqu'au Mexique afin de se disculper définitivement, mais aussi de revendiquer sa part du butin pour avoir dû porter le chapeau du braquage. Mais on apprend ensuite que l'organisateur du hold-up est un ancien policier. La fille de ce dernier, étudiante en droit et ignorant les activités illicites de son père n'est pas indifférente au charme de Joe...

## Fiche technique
- Titre : Le Quatrième Homme
- Titre original : Kansas City Confidential
- Réalisation : Phil Karlson
- Scénario : George Bruce et Harry Essex
- Musique : Paul Sawtell
- Photographie : George E. Diskant
- Montage : Buddy Small
- Décors : Edward L. Ilou
- Production : Edward Small
- Société de production : Associated Players & Producers
- Société de distribution : United Artists
- Pays de production :  États-Unis
- Langue : anglais
- Format : Noir et blanc - 1,37:1 - Son Mono - Format 35 mm
- Genre : Film noir
- Durée : 99 minutes
- Dates de sortie : 
  - États-Unis : 11 novembre 1952
  - France : 22 avril 1953

## Distribution
- John Payne (VF : Claude Bertrand) : Joe Rolfe
- Coleen Gray (VF : Nelly Benedetti) : Helen Foster
- Preston Foster (VF : Pierre Morin) : Tim Foster
- Neville Brand (VF : Jean Violette) : Boyd Kane
- Lee Van Cleef : Tony Romano
- Jack Elam (VF : Marc Cassot) : Pete Harris
- Dona Drake (VF : Jacqueline Porel) : Teresa
- Mario Siletti (VF : Fernand Rauzena) : Tomaso
- Howard Negley (VF : Gabriel Sardet) : Andrews
- Carleton Young (VF : Claude Péran) : Martin

Acteurs non crédités :
- William Haade : le détective Mullins
- George D. Wallace : Olson

## Production

### Lieux de tournage
Borados, où les comparses viennent se partager le butin, est une ville fictive du Mexique. Les scènes de Borados ont été tournées sur l'île de Santa Catalina en Californie.

## Réception critique
Pour le critique Jacques Lourcelles, le film a « énormément de punch, peu de souffle ». Pour Nicolas Didier de Télérama le film commence de manière nerveuse à la manière des séries B d'Anthony Mann, et Richard Fleischer, mais devient plus lourd à la fin.